# Microsoft Office Picture Manager
Microsoft Office Picture Manager – oprogramowanie dołączone do pakietu Microsoft Office, począwszy od wersji 2003. Jest to podstawowy program pakietu Office służący do edycji obrazów i zarządzania obrazami.

## Historia
Program zastąpił Microsoft Photo Editor, który był włączony do pakietów Microsoft Office od wersji Office 97 do Office XP.
Program przeszedł kilka zmian nazwy podczas rozwoju wersji beta. Początkowo wydany jako Microsoft Office Picture Library 2003, następnie tracąc oznaczenie 2003 (zastrzeżone ściśle dla głównych aplikacji pakietu Office) w wersji beta 2, w końcu uzyskał obecną nazwę.

## Funkcje
Microsoft Office Picture Manager umożliwia wykonywanie przycinania, zmiany rozmiaru i konwersji obrazów pomiędzy różnymi formatami – podobnie, jak Paint, ale oferuje też wybór jakości obrazu, dzięki możliwości zmiany poziomu kompresji.
Posiada także kilka bardziej zaawansowanych funkcji, takich jak edycja/zapisywanie/zmiana nazwy wielu plików. W tym umożliwia precyzyjne ustawianie jasności, kontrastu, przejść tonalnych i usuwanie efektu czerwonych oczu – wszystko to jednocześnie dla wielu obrazów. Posiada również proste funkcje, takie jak kompresja obrazu i zmiana rozmiaru do wielkości wybranej przez użytkownika. Mimo to, nie oferuje żadnych narzędzi do rysowania lub wpisywania tekstu.
Jedną z jego unikatowych cech jest możliwość połączenia i przesłania zdjęć do biblioteki zdjęć programu Microsoft SharePoint. Dlatego użytkownik może z łatwością udostępniać zdjęcia wśród członków zespołu za pośrednictwem Internetu. Możliwe jest również eksportowanie zdjęć z programu do innych programów pakietu Office, pozwalające użytkownikowi na określenie wymiarów otrzymywanego obrazu.

## Porównanie funkcjonalności
Chociaż Office Picture Manager zastępuje Photo Editor, brakuje mu kilku funkcji programu Photo Editor, które wielu uważało za użyteczne. Takim osobom Microsoft zalecił, aby ponownie zainstalowały sobie program Photo Editor. W przeszłości podobna sytuacja miała miejsce, gdy program Microsoft Imager został zastąpiony przez Photo Editor – podczas przejścia od wersji Office 95 do pakietu Office 97.
Microsoft Office Picture Manager nie wyświetla animowanych obrazów GIF. W rezultacie, jeżeli Picture Manager jest aplikacją skojarzoną w systemie plików Windows dla plików GIF, animacje GIF nie mogą być wyświetlane w niektórych przeglądarkach internetowych.
Kolejnym ograniczeniem jest to, że użytkownicy systemu Windows 2000 nie mogą drukować zdjęcia za pomocą menadżera wydruku, którego działanie wymaga kreatora wydruku dostarczanego z systemem Windows XP.